# دیدیه مارتل
دیدیه مارتل (انگلیسی: Didier Martel؛ زادهٔ ۲۶ اکتبر ۱۹۷۱) بازیکن فوتبال اهل فرانسه است.
از باشگاه‌هایی که در آن بازی کرده‌است می‌توان به باشگاه فوتبال اوسر، باشگاه فوتبال نیم المپیک، باشگاه فوتبال پاری سن ژرمن، باشگاه فوتبال ویتس‌آرنهم، و باشگاه فوتبال اوترخت اشاره کرد.